# Kevin van Blomestein
Kevin Alexander van Blomestein (ur. 16 stycznia 1935 w Mufulira, zm. 25 lutego 2006 w Johannesburgu) – rodezyjski hokeista na trawie, olimpijczyk.
Uczestnik Letnich Igrzysk Olimpijskich 1964, na których reprezentował Rodezję Południową (późniejsze Zimbabwe) w zawodach hokeja na trawie. Zagrał w czterech z sześciu spotkań fazy grupowej. Były to kolejno mecze przeciwko reprezentacjom: Kenii (0–0), Australii (0–3), Japonii (1–2) i Nowej Zelandii (2–1). We wszystkich spotkaniach zagrał na pozycji lewego obrońcy, nie zdobywając gola. Drużyna Rodezji zajęła 6. miejsce w grupie, a w końcowym zestawieniu 11. pozycję ex aequo z Belgią (na 15 startujących reprezentacji).